# We've Come for You All
We've Come For You All är ett musikalbum med Anthrax utgivet 6 maj 2003. Låtarna "What Doesn't Die", "Safe Home" och "Taking The Music Back" släpptes som singlar.

## Låtlista
1. "Contact" - 1:15
2. "What Doesn't Die" - 4:09
3. "Superhero" - 4:03
4. "Refuse to Be Denied" - 3:20
5. "Safe Home" - 5:10
6. "Any Place But Here" - 5:49
7. "Nobody Knows Anything" - 2:57
8. "Strap It On" - 3:32
9. "Black Dahlia" - 2:37
10. "Cadillac Rock Box" - 3:41
11. "Taking the Music Back" - 3:11
12. "Crash" - 0:57
13. "Think About an End" - 5:09
14. "W.C.F.Y.A." - 9:49